# STOS BASIC
STOS BASIC est un dialecte BASIC inventé en 1988 par François Lionet (en) et Constantin Sotiropoulos (en). À l'origine spécialisé pour l'Atari ST, c'était le premier langage dédié spécialement à la conception de jeux de type arcade.
Il permettait de contrôler le mouvement de 16 sprites animés et comportait beaucoup d'instructions spéciales dédiées au jeu, permettant entre autres de gérer les manettes de jeu, les sons, les graphismes, la musique, le tout de façon simultanée (multitâche).

## Nom
Le nom du langage est l'acronyme de ST Operating System, où ST fait référence à l'Atari ST.

## Évolution
En 1990, STOS Basic a été décliné pour l'Amiga sous le nom d'AMOS (apportant parmi les améliorations notables le BASIC structuré).
En 2001, les auteurs du STOS Basic en ont publié le code source via le site de l'éditeur Clickteam (en) (cofondé par François Lionet (en)), en faisant ainsi un abandonware légal.

## Spécifications techniques
- 340 instructions polyvalentes
- 16 sprites maxi 64 × 64 pixels (mais le stos acceptait jusqu'à 16 sprites en 128x128 en réalité mais il fallait un éditeur de sprite fait "maison" )
- détection des collisions grâce aux « points chauds »
- scrolling d'écran multi-fenêtres graphiques
- multifenêtrage graphique
- support de Neochrome et Degas Elite.
- gestion d'icone monochrome
- gestion des espaces mémoires
- gestion des mémoires écrans d'affichage (pour une synchronisation des graphiques etc ...)
- possibilité de compiler le programme avec le STOS compiler
- extension d'instruction (en anglais) créé par les fans